# Domien, Jouw Ochtendshow
Domien, Jouw Ochtendshow is een radioprogramma dat vanaf 14 november 2016 elke werkdag tussen 6 en 9 uur 's ochtends werd uitgezonden door BNNVARA op NPO 3FM. De presentatie was in handen van dj Domien Verschuuren.
Verschuuren verving het programma GIEL van Giel Beelen, dat tot 11 november 2016 op dit tijdslot werd uitgezonden. De laatste uitzending was op 31 augustus 2018.

## Programmaonderdelen
- Bas' bijzondere gebeurtenissenboekje: producer Bas Louissen haalt iedere dag enkele bijzondere onderwerpen aan die iets te maken hebben met de dag waarop ze behandeld worden.
- Wie is er in leven om kwart voor zeven: luisteraars kunnen inbellen en hebben een kruisgesprek met Verschuuren.
- Adviezen van Lize Korpershoek: Korpershoek geeft iedere donderdag levensadviezen aan luisteraars die inbellen met een vraag.
- Live-muziek: op regelmatige basis zijn er artiesten aanwezig in het programma.
- Krant van Nederland: een quiz die Verschuuren met de gast op vrijdag speelt en waarin hij vragen stelt met betrekking tot berichten die het nieuws niet gehaald hebben.
- Martijn Kardol is iedere maandag in het programma aanwezig om de sport van het afgelopen weekend te bespreken.